# Paleopsilopterus itaboraiensis
Paleopsilopterus itaboraiensis — вид нелітаючих викопних птахів родини фороракосових (Phorusrhacidae), що існував у ранньому еоцені в Південній Америці. Викопні рештки птаха знайдені у відкладеннях формації Ітаборай у муніципалітеті Ітаборай штату Ріо-де-Жанейро на південному сході Бразилії. Відомий з декількох фрагментів кісток нижніх кінцівок.